# Kåppasjåkka
De Kåppasjåkka (Zweeds: Gohpadjohka) is een bergbeek, die stroomt in de Zweedse  gemeente Kiruna. De Kåppasjåkka zorgt voor de afwatering van de berg Kåppatjåkka, ze stroomt naar het oosten en na 8 kilometer direct het Torneträsk in.
Afwatering: Kåppasjåkka → Torneträsk → Torne → Botnische Golf